# Lewis (satélite)

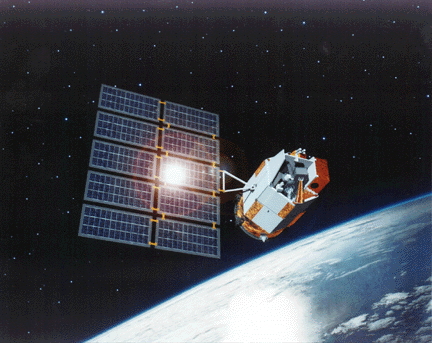
Nave espacial Lewis do Projeto SSTI

Lewis foi a designação de um satélite Norte americano que deveria ser operado pela NASA como parte de uma iniciativa de uso de pequenos satélites. Devido a uma deficiência no projeto, ele falhou três dias depois de entrar em órbita, antes de se tornar operacional.[carece de fontes?]
Ele pesava 288 kg, e tinha a expectativa de vida útil entre um e três anos. Ele foi construído pela TRW sob um contrato firmado em 11 de Julho de 1994. Os seus  principais instrumentos eram câmeras de longo espectro e infravermelhas, além de vários outros experimentos.